# Sikkelvindraakvis
De sikkelvindraakvis (Neoharriotta pinnata) is een vis uit de familie Langneusdraakvissen. De vis komt voor in het oosten van de Atlantische Oceaan, het westen van de Indische Oceaan en de Arabische Zee. De soort kan een maximale lengte bereiken van 130 cm . De vis komt voor op diepten tussen de 150 - 500 m maar wordt meestal aangetroffen tussen de 200 - 470m.